# 梁志文
梁志文（1869年—？），字德昌，號伯尹，廣東廣州府南海縣（今廣東省廣州市）人，清朝政治人物、進士出身。
光緒十五年，中舉；光緒二十年，登進士，同年五月，以主事分部学习。宣統二年，任吏部主事。